# Les Indépendants (Liechtenstein)
Pour les articles homonymes, voir Les Indépendants et DU.
Les Indépendants (en allemand : Die Unabhängigen - DU) est le nom d'une formation politique du Liechtenstein apparue en 2013.

## Historique
La formation est créée et dirigée par Harry Quaderer, un ancien parlementaire ayant démissionné de l'Union patriotique en 2011. Lors des élections législatives du 3 février 2013, elle obtient pour sa première participation à des élections le résultat de 15,3 % des voix et décroche 4 sièges à la Diète du Liechtenstein. Le mouvement est alors officiellement constitué en parti politique le 12 février 2013 afin de pouvoir bénéficier des financements de l'État.
Le mouvement rassemble des personnes de divers horizons, raison pour laquelle il n'a pas de programme politique spécifique. Toutefois, lors des élections, le parti s'était engagé à rendre le logement abordable et à équilibrer le budget sans augmenter la fiscalité.
Les Indépendants avaient reçu une attention particulière par certains médias étrangers, puisque l'un de ses élus, Herbert Elkuch, mécanicien de formation, est un travesti. Il siège à la Diète avec ses habits de femme.
Lors des élections législatives du 5 février 2017, le parti améliore son score par rapport au scrutin de 2013 en obtenant 18,4 % des voix et décroche un siège supplémentaire.
Un scandale politique en septembre 2018 a conduit à l'exclusion du député Erich Hasler puis au départ d'Herbert Elkuch et Thomas Rehak qui se regroupent tous trois au sein de la « nouvelle fraction » au Landtag puis forment un nouveau parti, Démocrates pour le Liechtenstein ; de ce fait, le DU ne se retrouve plus qu'avec deux députés, soit un de moins que le nombre requis pour former une fraction parlementaire.
Lors des élections législatives du 7 février 2021, le parti ne totalise que 4,23 % des voix et perd toute représentation au Landtag.

## Résultats électoraux

### Élections législatives
| Élection | Voix   | %    | Sièges | Gouvernement        |
| -------- | ------ | ---- | ------ | ------------------- |
| 2013     | 29 740 | 15,3 | 4 / 25 | Opposition          |
| 2017     | 35 885 | 18,4 | 5 / 25 | Opposition          |
| 2021     | 8 543  | 4,23 | 0 / 25 | Extra-parlementaire |

### Élections municipales
| Élection | Voix   | %    | Conseillers | Bourgmestres |
| -------- | ------ | ---- | ----------- | ------------ |
| 2011     | 892    | 0,6  | 0 / 117     | 0 / 11       |
| 2015     | 18 194 | 12,0 | 3 / 115     | 0 / 11       |
| 2019     | 3 652  | 2,5  | 1 / 115     | 0 / 11       |
| 2023     | -      | -    | 0 / 115     | 0 / 11       |